# Бретешань
Бретешань, Бретешані (рум. Brătășani) — село у повіті Телеорман в Румунії. Входить до складу комуни Тріваля-Моштень.
Село розташоване на відстані 70 км на захід від Бухареста, 30 км на північ від Александрії, 115 км на схід від Крайови.

## Населення
За даними перепису населення 2002 року у селі проживали 842 особи, усі — румуни. Усі жителі села рідною мовою назвали румунську.